# مودرانی گوللی
مودرانی گوللی (به چکی: Modřany Gully) یک منطقهٔ مسکونی در جمهوری چک است که در خولوپیتسه واقع شده‌است.